# شارع مئة مرقش ومرقش
شارع مئة مرقش ومرقش (بالإنجليزية: 101 Dalmatian Street)‏ هو مسلسل تلفزيوني رسوم متحركة بريطاني كندي طوره أنتو هارلين وجوناس أوتي لقناة ديزني وديزني+. تم إنتاجه من قبل استوديوهات العاطفة للرسوم المتحركة والرسوم الذرية وهو مبني بشكل فضفاض على رواية 1956 مئة مرقش ومرقش من تأليف دودي سميث. هو المسلسل التلفزيوني الثاني، بعد 101 كلب مرقش: المسلسل. تدور أحداث المسلسل بعد 60 عامًا تقريبًا من الفيلم الأصلي لعام 1961، مئة مرقش ومرقش.

## وصلات خارجية
- شارع مئة مرقش ومرقش على موقع IMDb (الإنجليزية)
- شارع مئة مرقش ومرقش على موقع كينوبويسك (الروسية)
- شارع مئة مرقش ومرقش على موقع ألو سيني (الفرنسية)
- شارع مئة مرقش ومرقش على موقع قاعدة بيانات الفيلم (الإنجليزية)